# تپه چح‌چح
تپه چح چح مربوط به دوره اشکانیان است و در شهرستان مشگین‌شهر، بخش مرکزی، دهستان مشکین شرقی، روستای بیجق واقع شده و این اثر در تاریخ ۱۲ دی ۱۳۸۶ با شمارهٔ ثبت ۲۰۴۰۷ به‌عنوان یکی از آثار ملی ایران به ثبت رسیده است.